# Jonas Schützeneder
Jonas Schützeneder (* 1991 in Passau) ist ein deutscher Kommunikationswissenschaftler und Professor für Digitalen Journalismus an der Universität der Bundeswehr  München.

## Werdegang
Schützeneder wuchs in Hauzenberg auf und besuchte bis zu seinem Abitur das Gymnasium Untergriesbach. Anschließend schloss er an der Universität Passau den Studiengang Governance and Public Policy (2010–2013) und an der Katholischen Universität Eichstätt-Ingolstadt den Master im Fach Journalistik erfolgreich ab. Im Rahmen eines dualen Volontariats absolvierte er zudem eine journalistische Ausbildung bei der Passauer Neuen Presse und war anschließend für verschiedene Medienmarken als Redakteur tätig.
Seine wissenschaftliche Karriere begann Schützeneder am Studiengang Journalistik der Katholischen Universität Eichstätt-Ingolstadt. Hier promovierte er (2016 bis 2019) mit einer Arbeit zum Verhältnis von Sportkommunikation und Sportjournalismus. Im Jahr 2022 wurde seine Habilitation zum Thema "Innovationskommunikation in Deutschland" an der Katholischen Universität Eichstätt-Ingolstadt angenommen. Mit der Übernahme der Professur für Journalismus und digitale Innovation (2021) an der Hochschule Magdeburg-Stendal wurde Schützeneder zu einem der jüngsten Professoren innerhalb des Fachs. Im Herbst 2024 übernahm er die Professur für Digitalen Journalismus an der Universität der Bundeswehr München.

## Forschung, Lehre und Transfer
Für seine Lehrveranstaltungen wurde er an der Katholischen Universität Eichstätt-Ingolstadt zwei Mal mit dem Preis für die beste Hochschullehre ausgezeichnet. Seine Schwerpunkte im Bereich der Forschung liegen im Bereich Digitaler Journalismus, Social Media, Künstliche Intelligenz und Innovation. Neben den Publikationen seiner Dissertation und Habilitation ist Schützeneder Autor mehrerer internationaler Publikationen und Herausgeber zweier Sammelbände. Von 2019 bis 2022 war Schützeneder Teil des internationalen Forschungsprojekts "Innovationen im Journalismus in demokratischen Gesellschaften: Index, Einfluss und Voraussetzungen im internationalen Vergleich (Join-DemoS)".
Im Bereich Transfer ist Schützeneder in Kooperationsprojekten mit verschiedenen Institutionen und Verlagen tätig, 2022 erhielt er für ein umfangreiches Projekt am Museum für Kommunikation Nürnberg den Preis für Wissenschaftskommunikation der Katholischen Universität Eichstätt-Ingolstadt. Seit 2021 ist Schützeneder Jury-Vorsitzender beim "Preis für politische Influencer", den die Hanns-Seidel-Stiftung jährlich vergibt. Im Frühjahr 2022 wurde Schützeneder zusammen mit Valerie Hase und Christian Nuernbergk von der Fachgruppe Journalistik/Journalismusforschung der DGPuK zum Sprecher gewählt. Bei den Neuwahlen im April 2024 wurde er zusammen mit Valerie Hase und Bernadette Uth im Amt bestätigt.

## Publikationen (Auswahl)
- Profitrainer zwischen Sportjournalismus und Sportkommunikation. Wiesbaden, Springer VS 2019[19]
- Innovationskommunikation in Deutschland. Baden-Baden, Nomos 2022[20]
- Journalismus und Instagram. Analysen, Strategien, Perspektiven. Wiesbaden, Springer VS 2022[21]
- Neujustierung der Journalistik/Journalismusforschung. Eichstätt, DGPuK-Proceedings 2019[22]
- Examining the Most Relevant Journalism Innovations: A Comparative Analysis of Five European Countries from 2010 to 2020. In: Journalism and Media 4(2)[23]
- Politischer Journalismus. Konstellationen – Muster – Dynamiken. Baden-Baden, Nomos 2024[24]
- Die Zukunft des Journalismus. Zehn Szenarien für das nächste Jahrzehnt. Wiesbaden: Springer VS 2024[25]